# Quinag
De berg Quinag (Schots-Gaelisch: A’ Chuineag, uitgesproken: ə xɯɲag̊) ligt in Sutherland, Schotse Hooglanden. Quinag is eigenlijk een bergketen met een kronkelende reeks bergtoppen op een Y-vormige bergkam.
De naam Quinag is afgeleid van het Gaelische woord Cuinneag (melkende emmer) dat op zijn distinctieve vorm wijst.
Quinag bestaat uit drie toppen hoger dan 726 meter hoog, een zogenaamde Corbett. De hoogste top is Sàil Gharb (Ruwe hiel), 808 m hoog. De twee andere zijn Sàil Ghorm (Blauwe hiel) en Spidean Coinich (Bemoste piek) met hoogtes van 776 m en 764 m.
Geologisch gezien bestaat Quinag uit Torridonian-zandsteen op een laag van gneiss. De hoogste toppen zijn bedekt een laag kwartsiet.
Vanuit het noorden vormt Quinag een formidabel zicht met zijn twee reusachtige toppen Sàil Ghorm en Sàil Gharb, die de horizon overheersen. Vanuit het zuiden versterken de toppen het mooie zicht op Loch Assynt.
De berg kan worden beklommen door een pad te volgen dat vertrekt van een parking bij de A894 die Lochinver met Kylesku verbindt. Dit pad leidt naar de laagste top en van hier kunnen dan door het aflopen van de berg alle toppen worden beklommen.

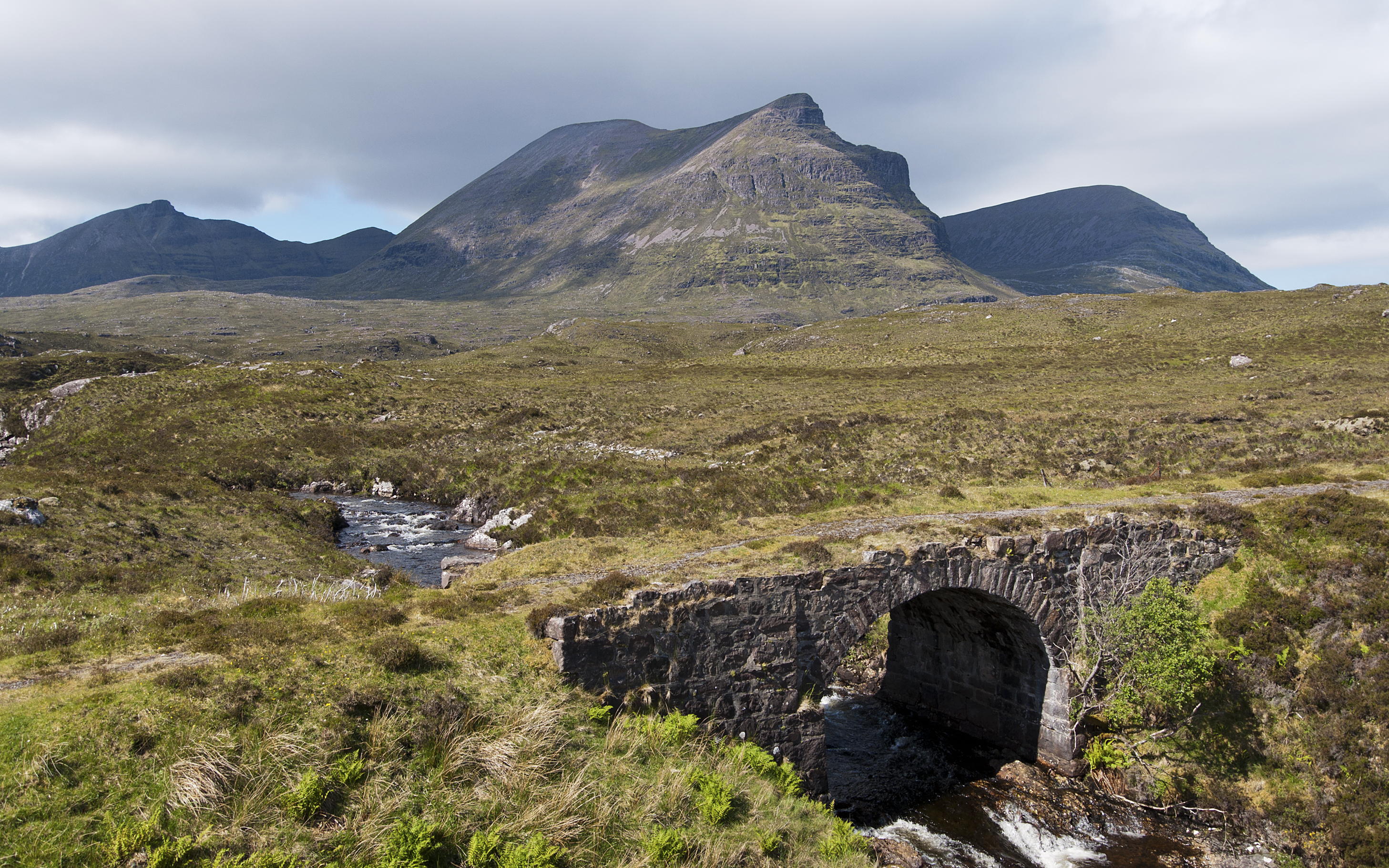
Quinag vanaf de A894
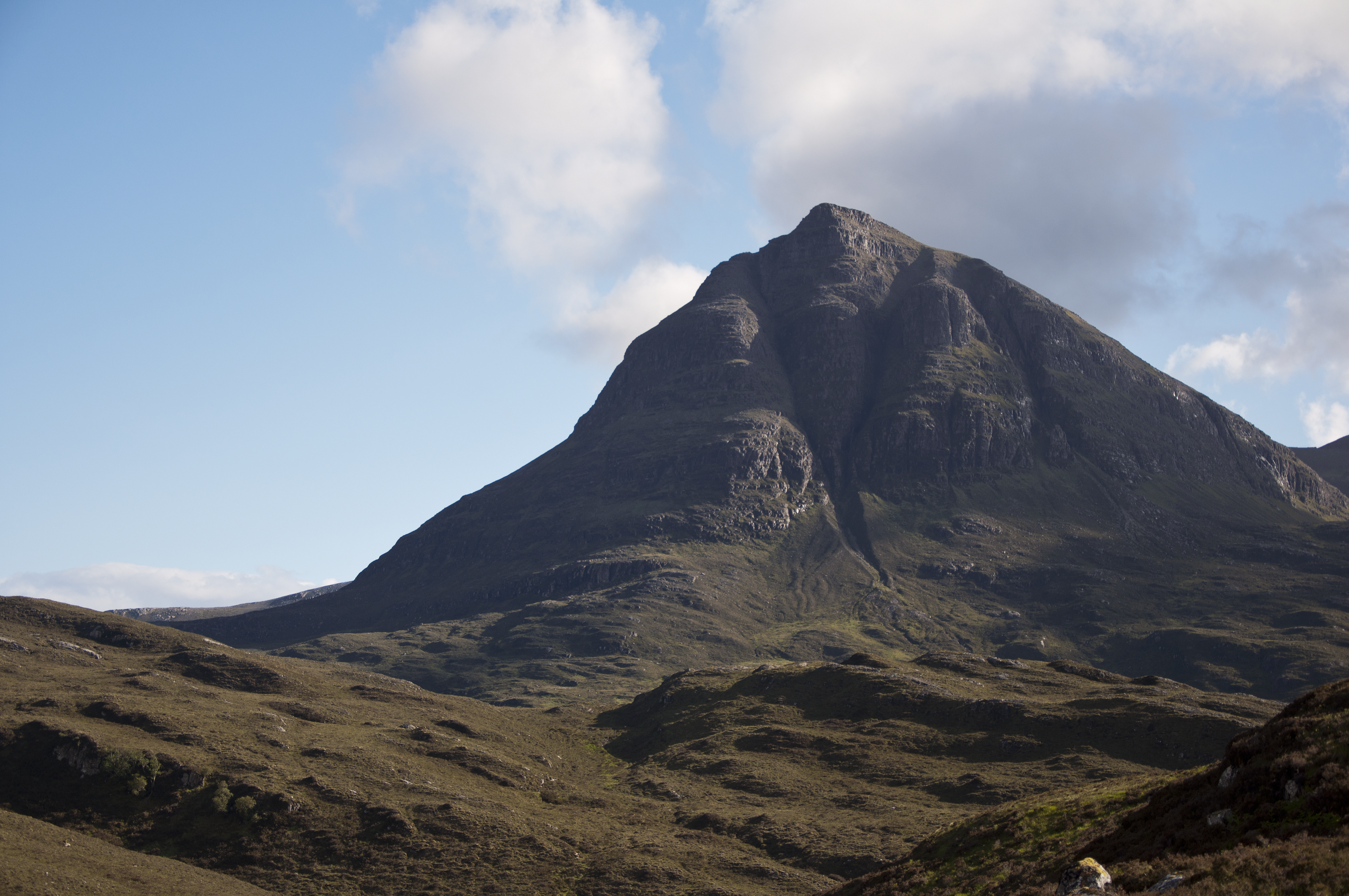
Sàil Gharb vanaf de A894